# Frontera (Santa Fe)
Frontera es una ciudad del departamento Castellanos, en la provincia de Santa Fe, Argentina. Fue designada ciudad por Ley Provincial N.º 10407 el 23 de noviembre de 1989. Dista 131 km de la ciudad de Santa Fe.

## Toponimia
Su nombre se debe a ser "frontera", en el límite interprovincial con la provincia de Córdoba (Argentina) frente a la ciudad de San Francisco.

## Deportes
En abril de 2008 el Club Atlético La Hidráulica comenzó su participación en la Liga Rafaelina de Fútbol convirtiéndose de este modo en el primer equipo de Fútbol de Frontera en participar de una Liga Federada. En 2018 se sumó a la misma Liga el Club Defensores de Frontera. Otra institución importante de la ciudad es Infantil Xeneize, afiliado a la Liga de Baby Fútbol de la vecina ciudad de San Francisco.

## Cultura
Se celebra la fiesta Nuestra Señora de la Merced, patrona de la localidad, el 24 de septiembre

## Historia
El pueblo se creó en 1891, y la comuna el 28 de diciembre de 1959

## Población
Frontera contaba en 2010 con 10 743 habitantes (Indec, 2010), lo que representa un incremento del 14,8 % respecto de los 9352 habitantes (Indec, 2001) del censo realizado en 2001.

## Parroquias de la Iglesia católica en Frontera
| Diócesis   | Rafaela                                               |
| ---------- | ----------------------------------------------------- |
| Parroquias | Nuestra Señora de Fátima, Nuestra Señora de Guadalupe |